# ناکانو تاکه‌کو

نگارهٔ ناکانو تاککو، یک اونّا-بوگیشا اهل ژاپن

ناکانو تاککو (به ژاپنی: 中野 竹子) (Nakano Takeko)، (زاده ۱۸۴۷ - درگذشته ۱۸۶۸)، یک اونّا-بوگیشا ژاپنی در قلمروی آیزو بود که در در میدان نبرد جنگ بوشین کشته شد. ناکانو زاده ادو و دختر ناکانو هینای بود که یکی از افسران آیزو بود. او در نزد پدرخوانده خود، آکااوکا دایسوکه، به فراگیری هنرهای رزمی و ادبیات پرداخت و پس از کامل کردن آموزش‌های خود در دهه ۱۸۶۰ میلادی، برای اولین‌بار در ۱۸۶۸ به آیزو وارد شد. در طول جنگ آیزو، او با ناگیناتا (گونه‌ای نیزه) می‌جنگید و فرمانده‌ای نیروهای پیشرویی را برعهده داشت که همگی زن بودند و به‌طور مستقل می‌جنگیدند. این گروه بعدها، ارتش زنان (娘子隊، Jōshitai) نامیده‌شد.
در هنگام فرماندهی حمله‌ای علیه نیروهای امپراتوری ژاپن در قلمروی اوگاکی، مورد اصابت گلوله‌ای قرار گرفت. هنگامی که در میدان نبرد مرگش را نزدیک دید، از خواهرش، یوکو (Yūko)، خواست تا سرش را ببرد تا بدست نیروهای دشمن نیفتد. سر او را در معبد هوکای-جی (امروزه در آیزوبانگه، در استان فوکوشیما) در پای صنوبری به خاک سپردند.
بعدها، مردم محلی آیزو و نیز دوا شیگتو، آدمیرال نیروی دریایی پادشاهی ژاپن، برای او بنای یادبودی در کنار محل خاکسپاری سرش در معبد هوکای-جی ساختند. امروزه در طول جشنواره پاییزی آیزو، دسته‌ای از دختران جوان، هاکاما بر تن کرده و با هدبند سفید در مراسم یادبود او شرکت می‌کنند تا یاد و خاطره او و گروه زنان مبارز جوشیگون را گرامی بدارند.